# Kortebo
Kortebo är tätort vid västra stranden av Vättern  i Jönköpings kommun, omkring fem kilometer nordnordväst om Jönköpings centrum. Bostadsområdet ingick till 2015 i tätorten Jönköping.

## Historik
Första gången Kortebo dök upp i historisk litteratur var på 1400-talet och då avsågs gården Kortebo. Under 1900-talets början växte ett litet stationssamhälle fram vid Jönköpingsbanan.
Den första fågel som ringmärkts från Naturhistoriska riksmuseet märktes i Kortebo 1913.

### Befolkningsutveckling
| Befolkningsutvecklingen i Kortebo 2015–2020          | Befolkningsutvecklingen i Kortebo 2015–2020 | Befolkningsutvecklingen i Kortebo 2015–2020 | Befolkningsutvecklingen i Kortebo 2015–2020 | Befolkningsutvecklingen i Kortebo 2015–2020 |
| ---------------------------------------------------- | ------------------------------------------- | ------------------------------------------- | ------------------------------------------- | ------------------------------------------- |
|                                                      |                                             |                                             |                                             |                                             |
| År                                                   |                                             |                                             | Folkmängd                                   | Areal (ha)                                  |
| 2015                                                 | 2015                                        |                                             | 512                                         | 111                                         |
| 2020                                                 | 2020                                        |                                             | 861                                         | 110                                         |
| Anm.: Ny tätort 2015, utbruten ur tätorten Jönköping |                                             |                                             |                                             |                                             |

## Samhället
Kortebo sträcker sig från det nybyggda området Lerhagen (Fredriksberg) till Falköpingsvägen. Området består av enfamiljshus samt ett fåtal lantegendomar.
Vissa delar av Kortebo, Björkekullen, Fredriksberg, Övrabo, Ekelund, Högalund, Anneberg har utsikt över Vättern.
Bland verksamheter kan nämnas Curenstams handelsträdgård, Strandskolan, Kungsgymnasiet, Eklundshovs vattenverk och Häggebergs vattenverk.